# Sphenosuchidae
Los esfenosúquidos (Sphenosuchidae) son una familia de arcosaurios cocodrilomorfos esfenosuquios que vivieron desde mediados del período Triásico a principios del Jurásico. Se caracterizaron por la pérdida de postfrontal que los acerca a los cocodrilos, postura erguida, bípeda y terrestres.